# Raffaele Costantino
Pour les articles homonymes, voir Costantino.
Raffaele Costantino (né le 14 juin 1907 à Bari et mort le 3 juin 1991 à Milan) est un footballeur et entraîneur italien de football.

## Biographie
Raffaele Costantino joue principalement en faveur du club de Bari.
Il est le premier joueur de Serie B (D2) à se voir appeler en équipe d'Italie.
Au total, il reçoit 23 sélections et inscrit 8 buts en équipe nationale de 1929 à 1933.

## Carrière

### Joueur
- 1922-1927 :  Liberty Bari
- 1927-1930 :  US Bari
- 1930-1935 :  AS Rome
- 1935-1939 :  US Bari

### Entraîneur
- 1939-1943 :  US Bari
- 1944-1946 :  US Bari
- 1946-1947 :  US Foggia
- 1947-1948 :  US Lecce
- 1948-1949 :  US Bari
- 1950-1951 :  US Bari
- 1951-1954 :  Arsenaltaranto
- 1954-1955 :  US Lecce

## Palmarès
- 23 sélections et 5 buts en équipe d'Italie entre 1929 à 1933
- Vainqueur de la Coupe internationale en 1930 et 1935 avec l'Italie
- Champion de Serie B en 1935 avec Bari